# Andrzej Anusz

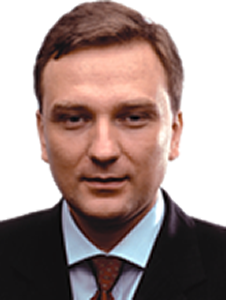
Andrzej Anusz (2011)

Andrzej Karol Anusz (* 27. August 1965 in Warschau) ist ein polnischer Politiker (PC, RdR, ZP, AWS, Partia Centrum, PPP, Kukiz’15). Er gehörte von 1991 bis 1993 und von 1997 bis 2001 dem Sejm in dessen I. und III. Wahlperiode an.

## Leben und Beruf
Anusz studierte Geschichte an der Universität Warschau und schloss das Studium 1991 ab. Der Magistergrad wurde ihm durch die Universität wegen Plagiatsvorwürfen entzogen. Diese Entscheidung wurde 1999 durch das Oberstes Verwaltungsgericht bestätigt. Im Jahr 2000 wurde ihm ein Magister im Fach Politikwissenschaft von der Kardinal-Stefan-Wyszyński-Universität Warschau verliehen. An derselben Universität wurde er 2004 mit einer soziologischen Arbeit promoviert. Er schrieb Artikel unter anderem für die Zeitungen Rzeczpospolita, Życiu, Wprost, Nowy Świat und Przegląd Polityczny. 2018 wurde er stellvertretender Vorsitzender des Józef-Piłsudski-Instituts in Warschau.

## Politik
Während seines Studiums engagierte siich Anusz im Unabhängigen Studentenverband NZS und war von 1984 bis 1989 Mitglied des Untergrundvorstandes an der Universität Warschau. Er schrieb für die Untergrundzeitungen „Kurierze Akademickim“, „Kulturze“, „Dwadzieścia jeden“ und „Wola“. Als Vertreter der demokratischen Opposition wurde er vom Geheimdienst Służba Bezpieczeństwa überwacht. 1988 wurde er verhaftet, weil er versucht hatte, Druckereigerätschaften für die Opposition zu schmuggeln. Als Folge wurde er zu einer Geldstrafe verurteilt. 2007 wurde ihm vom Instytut Pamięci Narodowej der Status eines Verfolgungsgeschädigten zuerkannt.
Anusz, der 1989 den Sejm-Wahlkampf von Jacek Kuroń geleitet hatte, gehörte 1990 zu den Mitbegründern des Porozumienie Centrum (PC) und gehörte dessen Hauptvorstand an. Er wurde bei der ersten vollständig freien Parlamentswahl 1991 für das PC in den Sejm gewählt. 1992 verließ er als Teil der Gruppe um den ehemaligen Ministerpräsidenten Jan Olszewski das PC und beteiligte sich an der Gründung der Fraktion Ruch dla Rzeczypospolitej (RdR). Kurz vor der Parlamentswahl 1993 trat er aus der RdR aus und wurde Mitglied der neuen Zjednoczenie Polskie (ZP). Für diese kandidierte er bei der Parlamentswahl 1993 auf der Liste der PC, die jedoch mit 4,4 % der Stimmen an der neu eingeführten 5-%-Hürde scheiterte. Bei der Parlamentswahl 1997 kehrte er für die ZP auf der Liste des Wahlbündnisses Akcja Wyborcza Solidarność für vier Jahre in den Sejm zurück. Von 2004 bis 2007 war er Mitglied der Partia Centrum. Bei der Wahl 2011 kandidierte er für die Polska Partia Pracy erfolglos für den Senat der Republik Polen. Ebenfalls erfolglos bewarb er sich bei der Parlamentswahl 2015 als Mitglied der Wspólnota auf der Liste Kukiz’15 um ein Mandat.

## Ehrungen
- 2015 Krzyż Wolności i Solidarności[10]
- 2017 Auszeichnung für Verdiente um die polnische Kultur
- 2024 Kommandeurskreuz des Ordens Polonia Restituta[11]